# Lax i diskmaskin

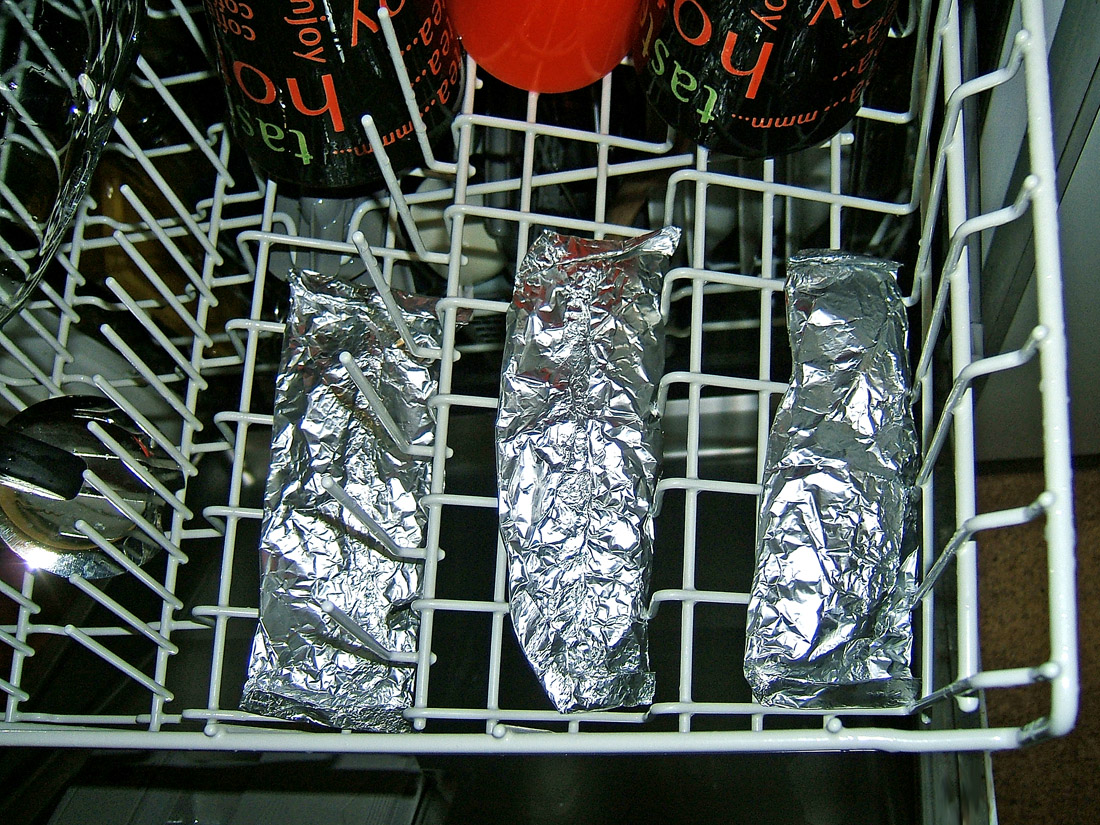
Fiskbitar inslagna i aluminiumfolie i en diskmaskin.

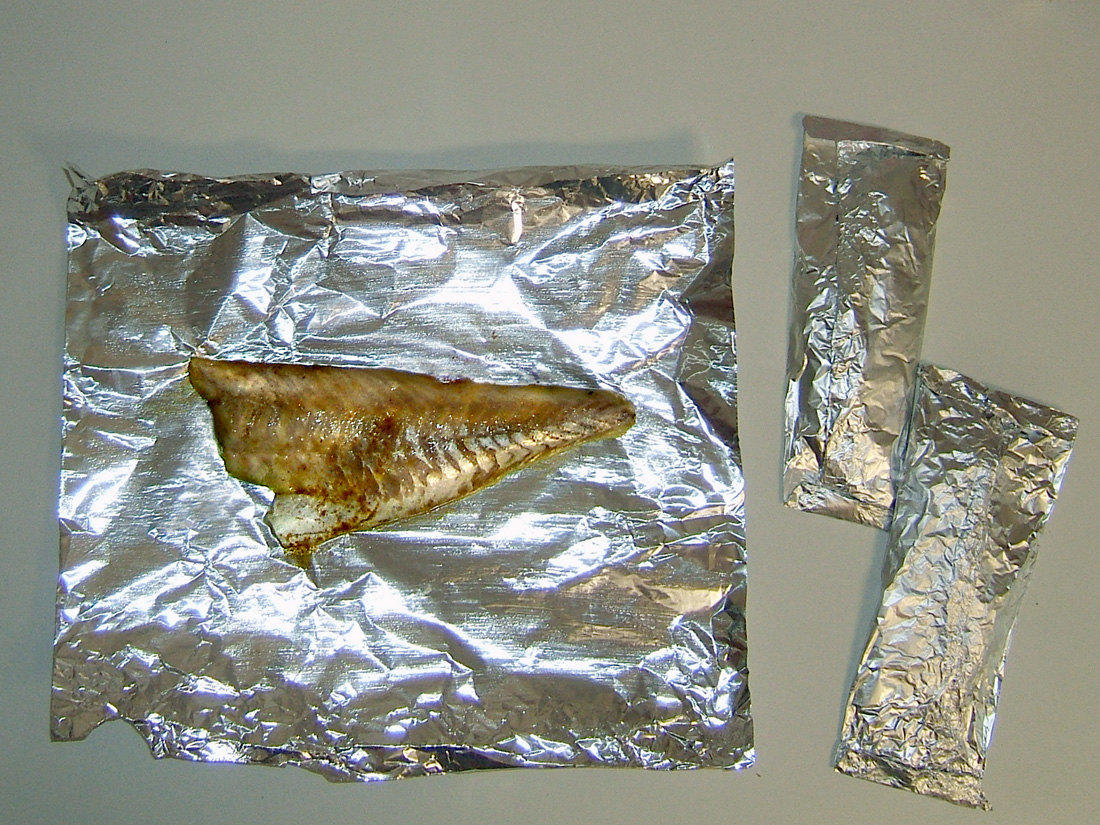
Diskmaskinslax redo att serveras.

Diskmaskinslax är en amerikansk fiskrätt där man drar nytta av värmen i en diskmaskin, särskilt från torkningsfasen.

## Tillagning
Laxbitar kryddas och slås in tätt i minst två lager aluminiumfolie och sätts in i en diskmaskin. Diskmaskinens ordinarie tvätt- och torkprogram körs. Beroende på diskmaskinens modell så steks, ångas eller bakas laxen. En fördel med metoden är att tillagningen inte luktar. Det finns inget som hindrar en från att diska samtidigt som tillagningen sker, förutsatt att folien kring laxen är tillräckligt tät.

## Historia
Rätten har sitt ursprung i USA, där Vincent Price tillagade fisk i diskmaskin 1975 när han framträdde på The Tonight Show med Johnny Carson. Price presenterade rätten som "en rätt som vilken dåre som helst kan laga".
Tillagningen av rätten har också visats i det kanadensiska programmet The Surreal Gourmet som hölls av Bob Blumer 2002. Texter om maträtten har publicerats av bland andra The Wall Street Journal, NBC, BBC, Vogue, Svenska Dagbladet och Aftonbladet.